# Seleção Britânica de Rugby Sevens Feminino
A Seleção Britânica de rugby sevens representa a Grã-Bretanha nos torneios de rugby sevens. A equipe, dirigida pela Associação Olímpica Britânica, compete anualmente na Série Mundial de Rugby Sevens, bem como nos Jogos Olímpicos e nos Jogos Europeus. Historicamente, a Grã-Bretanha foi representada no rugby sevens pela Inglaterra, Escócia e País de Gales, mas a inclusão do esporte nos Jogos Olímpicos e Europeus, juntamente com questões de financiamento, resultou na formação de uma equipe combinada permanente a partir de 2023.
Elas se classificaram para os Jogos Olímpicos de Verão de 2020 através da Inglaterra, vencendo o Torneio de Qualificação Olímpica Feminina de Sevens de Rugby Europeu de 2019, em Cazã. A Grã-Bretanha terminou em quarto lugar depois de perder na disputa pela medalha de bronze para Fiji. Elas também participaram do Canada Women's Sevens de 2021 e venceram o torneio consecutivamente em Vancouver e Edmonton.

## História
Quando o rugby sevens foi admitido nos Jogos Olímpicos de Verão em 2009, não se sabia inicialmente como a Grã-Bretanha poderia se classificar. Como as três nações que compõem a Grã-Bretanha – Inglaterra , País de Gales e Escócia –, competem separadamente em competições internacionais, foi sugerido que, se alguma delas ganhasse uma vaga de qualificação, a Grã-Bretanha se classificaria. No entanto, o Comitê Olímpico Internacional (COI) e o International Rugby Board (IRB) declararam que a Grã-Bretanha deve selecionar uma nação líder para ser a única capaz de obter a vaga de qualificação. Os sindicatos individuais de rugby britânicos selecionaram a Inglaterra para ser a nação líder, já que a Rugby Football Union foi o único sindicato britânico a financiar um programa de rugby sevens em tempo integral. Isso também significava que o País de Gales e a Escócia não poderiam mais participar da competição de repescagem em nome do Sevens Women Grand Prix Series se se classificassem devido à participação na repescagem ser limitada a nações que poderiam se qualificar para as Olimpíadas. A Inglaterra garantiu a qualificação da Grã-Bretanha para os Jogos Olímpicos de Verão de 2016 ao terminar em quarto lugar na Série Mundial de Rugby Feminino de Sevens de 2015, depois de derrotar os Estados Unidos no playoff do terceiro lugar em Amsterdã.
Após a qualificação para os Jogos Olímpicos de Verão de 2016, a nova organização Great Britain Sevens foi criada, chamada GB Rugby Sevens. Apesar da Inglaterra ser a nação que qualificou a Grã-Bretanha para as Olimpíadas, foi anunciado que a Welsh Rugby Union e a Scottish Rugby Union se juntariam à Rugby Football Union for Women na formação do conselho executivo e do comitê para decidir a seleção da equipe. Em maio de 2015, Joe Lydon foi nomeado gerente de desempenho responsável por recrutar o técnico principal da equipe feminina de rugby sevens da Grã-Bretanha.
O ala de rugby sevens do País de Gales, Lloyd Lewis, disse que a decisão de combinar três nações para formar times de sete da Grã-Bretanha limitaria as oportunidades dos jogadores. Ele acrescentou que uma equipe GB significa que haveria mais competição por vagas e menos disponibilidade para jogadores galeses.
Embora a Inglaterra tenha sido o time que classificou a Grã-Bretanha para as Olimpíadas de 2016, a seleção nacional de rugby sevens da Grã-Bretanha foi capaz de selecionar jogadores do País de Gales e da Escócia, bem como da própria Inglaterra, de forma semelhante aos British and Irish Lions no rugby union. As jogadoras seriam elegíveis para seleção se tivessem jogado no World Rugby Women's Sevens Series, Rugby Europe International Sevens ou qualquer outro torneio por convite 14 meses antes das Olimpíadas. As jogadoras da Irlanda do Norte, de acordo com as regras da Associação Olímpica Britânica, como cidadãs britânicas, seriam elegíveis para jogar pela Grã-Bretanha; porém, a União Irlandesa de Futebol de Rugby (IRFU) decidiu de forma controversa que as jogadoras da Irlanda do Norte seriam obrigados a representar a seleção irlandesa. No entanto, foi afirmado que as contratadas pela Irlanda do Norte e pelo Ulster poderiam contestar legalmente essa determinação, especialmente se a Irlanda não conseguisse se classificar.

## Desempenho

### Jogos Olímpicos
| 2016  | Semifinais       | 4   | 6  | 4  | 0 | 2 |
| 2020  | Semifinais       | 4   | 6  | 3  | 0 | 3 |
| 2024  | Quartas de final | 7   | 6  | 3  | 0 | 3 |
| Total | 0 títulos        | 0/3 | 18 | 10 | 0 | 8 |